# Pamiętniki wampirów (seria 1)
Pierwsza seria serialu telewizyjnego dla młodzieży Pamiętniki wampirów, po raz pierwszy emitowana na stacji The CW od 10 września 2009 do 13 maja 2010. Seria zawiera 22 odcinki. Pierwszy odcinek w USA obejrzało 4,91 miliona widzów, bijąc wszystkie rekordy oglądalności w dziedzinie premierowych odcinków seriali na stacji The CW.

## Fabuła
Serial opowiada historię młodej dziewczyny – Eleny Gilbert (Nina Dobrev), która niedawno straciła rodziców. Wraz z nowym rokiem szkolnym w jej liceum pojawia się tajemniczy Stefan (Paul Wesley), któremu od razu wpadła w oko. Ona jednak okazuje się odporna na jego urok osobisty. Zaintrygowany jej osobą, zaczyna walczyć o jej względy. Wkrótce jednak będzie musiał chronić ją przed niebezpiecznym i żądnym zemsty Damonem (Ian Somerhalder) – jego bratem – który przypomina Stefanowi o swoim istnieniu. Obaj są wampirami, lecz jeden jest dobry, drugi zły.

## Obsada

### Główna
- Nina Dobrev jako Elena Gilbert (22 odcinki) oraz jako Katherine Pierce (4 odcinki)
- Paul Wesley jako Stefan Salvatore (22 odcinki)
- Ian Somerhalder jako Damon Salvatore (22 odcinki)
- Steven R. McQueen jako Jeremy Gilbert (21 odcinków)
- Sara Canning jako Jenna Sommers (16 odcinków)
- Katerina Graham jako Bonnie Bennett (16 odcinków)
- Candice Accola jako Caroline Forbes (17 odcinków)
- Zach Roerig jako Matt Donovan (17 odcinków)
- Michael Trevino jako Tyler Lockwood (11 odcinków)
- Kayla Ewell jako Vicki Donovan (7 odcinków)
- Matt Davis jako Alaric Saltzman (12 odcinków)

### Drugoplanowa
- Marquerite MacIntyre – szeryf Elizabeth „Liz” Forbes
- Susan Walters - Carol Lockwood
- Malese Jow – Annabell „Anna”
- David Anders – Johnathan „John” Gilbert
- Mia Kirshner - Isobel Flemming
- Arielle Kebbel - Lexi Branson
- Jasmine Guy - Sheila Bennett
- Bianca Lawson - Emily Bennett

## Przegląd sezonu
Pierwszy sezon serialu został wydany zarówno na Blu-ray jak i DVD. W obu wydaniach płyty zawierają dodatkowo komentarze twórców i aktorów o wybranych odcinkach, usunięte sceny, kulisy serialu, webisody, oraz audiobook książki L.J. Smith Pamiętniki wampirów: Przebudzenie.
| Seria | Seria | Odcinki | Emisja w USA     | Emisja w USA | Emisja w Polsce  | Emisja w Polsce | Wydania DVD i Blu-ray   | Wydania DVD i Blu-ray      | Wydania DVD i Blu-ray | Wydania DVD i Blu-ray |
| Seria | Seria | Odcinki | Premiera         | Finał        | Premiera         | Finał           | Region 1                | Region 2                   | Region 4              | Polska                |
| Seria | Seria | Odcinki | Premiera         | Finał        | Premiera         | Finał           | Region A (USA i Kanada) | Region B (Wielka Brytania) | Region B (Australia)  | Polska                |
| ----- | ----- | ------- | ---------------- | ------------ | ---------------- | --------------- | ----------------------- | -------------------------- | --------------------- | --------------------- |
|       | 1     | 22      | 10 września 2009 | 13 maja 2010 | 2 listopada 2009 | 7 czerwca 2010  | 31 sierpnia 2010        | 23 sierpnia 2010           | 1 września 2010       | 13 maja 2011          |

### Webisode
Do sezonu wyprodukowano również czteroczęściowy webisode pod tytułem A Darker Truth, który służy za prolog do serialu. Był dostępny za pośrednictwem oficjalnej strony internetowej telewizji The CW od początku września 2009. Został napisany przez Seana Reycrafta a wyreżyserowany przez Christophera Hanadę.
| Nr                                                                           | Tytuł          | Reżyseria     | Scenariusz         | Premiera      |
| ---------------------------------------------------------------------------- | -------------- | ------------- | ------------------ | ------------- |
| 0                                                                            | A Darker Truth | Sean Reycraft | Christopher Hanada | wrzesień 2009 |
| Jason Harris przeprowadza śledztwo w sprawie śmierci swojej siostry, Joanne. |                |               |                    |               |

## Opisy odcinków
| N/o | #  | Tytuł                       | Polski tytuł                | Reżyseria        | Scenariusz                                     | Premiera (The CW)    | Premiera w Polsce                                                   |
| --- | -- | --------------------------- | --------------------------- | ---------------- | ---------------------------------------------- | -------------------- | ------------------------------------------------------------------- |
| 1 | 1  | Pilot                       | Pilot                       | Marcos Siega     | Kevin Williamson, Julie Plec                   | 10 września 2009     | 2 listopada 2009 (nFilm) 21 grudnia 2010 (TVN)                      |
| W małym miasteczku Mystic Falls w stanie Virginia mieszkają nastoletnia Elena Gilbert i jej młodszy brat Jeremy, którzy stracili rodziców w wypadku. Od tamtej pory obojgiem nastolatków zajmuje się ich ciotka Jenna. Elena przeżywa odejście rodziców, ale musi opiekować się zbuntowanym bratem, który od jakiegoś czasu bierze narkotyki oraz unika mówienia tego, co tak naprawdę czuje. Zaczyna się pierwszy dzień szkoły. Nowy, bardzo tajemniczy uczeń Stefan Salvatore, zwraca na siebie uwagę Eleny z wzajemnością. Przyjaciółka Eleny, Bonnie wyczuwa coś niepokojącego u Stefana. Siostra Matta, Vicki zostaje pogryziona przez (jak im się wydawało) zwierzę. Stefan jest wampirem, który nie karmi się krwią ludzi, a jedynie zwierząt, szybko jednak zdaje sobie sprawę z tego iż nie jest jedynym wampirem w mieście. Brat Damon, którego Stefan nie widział od 15 lat pojawia się w miasteczku by na nowo uprzykrzać życie bratu. |    |                             |                             |                  |                                                |                      |                                                                     |
| 2 | 2  | The Night of the Comet      | Noc komety                  | Marcos Siega     | Kevin Williamson, Julie Plec                   | 17 września 2009     | 9 listopada 2009 (nFilm) 28 grudnia 2010 (TVN)                      |
| W Mystic Falls rozpoczynają się przygotowania do świętowania nocy, podczas której nad miasteczkiem będzie widać spadającą kometę. Przebywająca w szpitalu Vicky czuje się lepiej. Stefan używa swoich mocy by wymazać z jej pamięci pogryzienie przez wampira, ale przerywa mu Matt. Tymczasem nauczyciel, pan Tanner ostrzega Jennę w związku z Jeremym. Zarzuca jej, że jest złą opiekunką. Elena i Damon spotykają się pierwszy raz w domu Salvatore’ów. Dzięki rozmowie z Damonem, dziewczyna przybliża się do poznania prawdy o tajemnicy Stefana. Elena i Stefan całują się. Damon znajduje nową ofiarę – Caroline, jedną z przyjaciółek Eleny. |    |                             |                             |                  |                                                |                      |                                                                     |
| 3 | 3  | Friday Night Bites          | Gorączka piątkowej nocy     | John Dahl        | Barbie Kligman, Bryan M. Holdman               | 24 września 2009     | 16 listopada 2009 (nFilm) 4 stycznia 2011 (TVN)                     |
| Bonnie, wywodząca się z rodu czarownic, mówi Elenie, że ma złe przeczucia co do Stefana. Elena decyduje się zaprosić swojego chłopaka i Bonnie na obiad w jej domu, by mogli poznać się lepiej. W szkole, Tyler chcąc upokorzyć Stefana rzuca w niego futbolową piłką, ale ten łapie ją. Wydarzenie to motywuje Stefana – zapisuje do drużyny futbolowej. W czasie obiadu niespodziewanie pojawiają się Damon i Caroline. Stefan daje Elenie naszyjnik. Werbena, ukryta w medalionie, ma chronić dziewczynę przed wpływem wampirów. Kiedy Stefan próbuje odnaleźć resztę człowieczeństwa u swojego brata, Damon zabija pana Tannera. |    |                             |                             |                  |                                                |                      |                                                                     |
| 4 | 4  | Family Ties                 | Więzy rodzinne              | Guy Ferland      | Andrew Kreisberg, Brian Young                  | 1 października 2009  | 23 listopada 2009 (nFilm) 11 stycznia 2011 (TVN)                    |
| Elena i Stefan idą na coroczne przyjęcie na cześć Założycieli Miasta, organizowanego przez rodziców Tylera. Damon opowiada Elenie historię rodziny Salvatore. Damon odzyskuje bursztynowy kryształ, który znajduje w domu Lockwoodów i zabiera go. Stefan wykorzystuje Caroline by otruć Damona, dolewając jej do drinka werbenę. Gdy Damon pożywia się krwią Caroline, traci przytomność. Niedługo potem Caroline budzi się i odkrywa obok siebie bursztynowy kryształ, zabiera go więc nieświadoma jego siły. Stefan zamyka Damona w piwnicy i zostawia pod ochroną Zachowi, kuzynowi braci. Założyciele Miasta – burmistrz Lockwood (ojciec Tylera), Carol Lockwood (matka Tylera), szeryf Forbes (matka Caroline) oraz dziennikarz Logan Fell odkrywają, że wampiry powróciły do miasta, chcą odzyskać zegarek kieszonkowy, który należy do rodziny Gilbertów. Wiedzą, że dzięki niemu będą mogli ustalić kto jest wampirem. Vicki pojawia się u Jeremy’ego. |    |                             |                             |                  |                                                |                      |                                                                     |
| 5 | 5  | You're Undead to Me         | Żywy trup                   | Kevin Bray       | Sean Reycraft, Gabrielle Stanton               | 8 października 2009  | 30 listopada 2009 (nFilm) 18 stycznia 2011 (TVN)                    |
| Damon wciąż jest uwięziony w piwnicy. Związek pomiędzy Jeremym i Vicki pogłębia się. W szkole uczniowie organizują mycie samochodów. Bonnie odkrywa więcej na temat swojego pochodzenia oraz czarodziejskiej mocy i decyduje się stawić temu czoła. Tymczasem uroczy drań Logan zostaje zaproszony przez Jennę na obiad do ich domu. Dziennikarz wykorzystuje okazję i kradnie kieszonkowy zegarek. Elena dowiaduje się od całkiem obcego mężczyzny, że Stefan jest niesamowicie podobny do kogoś, kogo on znał w 1953 roku. To prowadzi do tego, że Elena coraz bardziej chce odkryć tajemnicę Stefana i jego przeszłości. Caroline zostaje zauroczona przez Damona i uwalnia go. Ten zabija Zacha, a Caroline udaje się uciec. |    |                             |                             |                  |                                                |                      |                                                                     |
| 6 | 6  | Lost Girls                  | Zagubione dziewczyny        | Marcos Siega     | Kevin Williamson, Julie Plec                   | 15 października 2009 | 7 grudnia 2009 (nFilm) 25 stycznia 2011 (TVN)                       |
| Stefan tłumaczy Elenie związek pomiędzy nim, Damonem i Katherine. W 1864 obaj bracia zakochani byli w Katherine Pierce, która potem przemieniła ich obu w wampirów. Damon spędza dzień z Vicki, uwięziony w domu Salvatore’ów. Znudzony bezczynnością, przemienia Vicki w wampirzycę. Stefan odkrywa to i próbuje przekonać Vicki by nie piła ludzkiej krwi. Logan, używając kieszonkowego zegarka odnajduje Stefana i Vicki w lesie. Strzela do Stefana z drewnianych kul, sądząc, że młodszy Salvatore atakował Vicki. Damon ratuje Stefana przed Loganem. Cierpiąca z głodu Vicki pożywia się krwią Logana, tym samym dokańczając swoją transformację w wampira. Stefan mówi Elenie o przemianie Vicki, a Elena decyduje się by utrzymać to w tajemnicy. |    |                             |                             |                  |                                                |                      |                                                                     |
| 7 | 7  | Haunted                     | Polowanie                   | Ernest Dickerson | Kevin Williamson, Julie Plec, Andrew Kreisberg | 29 października 2009 | 14 grudnia 2009 (nFilm) 1 lutego 2011 (TVN)                         |
| Stefan stara się pomóc młodej wampirzycy Vicki pogodzić się z chęcią pragnienia ludzkiej krwi dając jej krew zwierząt. Nie jest jednak zdolny by wciąż ją kontrolować. Bonnie dostaje kostium czarownicy, a Caroline daje jej bursztynowy naszyjnik, który Damon zabrał z domu Lockwoodów. W szkole organizowany jest wieczór Halloween. Vicki atakuje Jeremy’ego i gryzie Elenę w ramię, a Stefan zmuszony jest wbić jej kołek prosto w serce, co ją zabija. Stefan mówi Elenie, że Matt i Jeremy nie mogą wiedzieć, co naprawdę się stało z Vicky. Elena nie wie, jak może pomóc swojemu bratu. Prosi Stefana wymazał mu z pamięci wydarzenia ostatnich dni. Kiedy Stefan mówi Elenie, że nie jest pewny czy to się uda, Damon mówi, że potrafi pomóc Jeremiemu. |    |                             |                             |                  |                                                |                      |                                                                     |
| 8 | 8  | 162 Candles                 | 162 świece                  | Rick Bota        | Barbie Kligman, Gabrielle Stanton              | 5 listopada 2009     | 21 grudnia 2009 (nFilm) 8 lutego 2011 (TVN)                         |
| 350-letnia wampirzyca Lexi przybywa do Mystic Falls, by wraz ze Stefanem świętować jego 162 urodziny. Mówi Elenie by ta doceniła miłość Stefana do niej i pomaga jej wykonać pierwszy krok do umocnienia jej związku ze Stefanem. Jeremy przestaje brać narkotyki i poważnie zabiera się za naukę, po tym jak Damon zmodyfikował mu pamięć. Elena pyta Damona czy jest jeszcze coś, co zrobił jej bratu, ale Damon odpowiada, ze jedynie wymazał cierpienie. Damon daje pudełko pełne werbeny pani szeryf Forbes. Kobieta ujawnia mu wszystko czego dowiedziała się o wampirach w mieście, nieświadoma kim tak naprawdę jest jej rozmówca... Dochodzi do morderstwa nastolatka. Dziewczyna, będąca świadkiem zabójstwa zostaje zauroczona przez Damona. Zeznaje, że mordercą była kobieta. Policja wchodzi do baru i aresztuje Lexi. Na zewnątrz Damon wbija kołek w serce wampirzycy i zabija ją. Stefan zrozpaczony zachowaniem brata, mówi Elenie, że Damon nigdy się nie zmieni i nie ma w nim krzty człowieczeństwa. Rozwścieczony atakuje Damona w domu ale nie zabija go. Oszczędza mu życie jedynie dlatego, że ten uratował go przed Loganem. Kiedy Bonnie śpi, bursztynowy kryształ sprawia, że ma koszmary. Dziewczyna budzi się na cmentarzu. |    |                             |                             |                  |                                                |                      |                                                                     |
| 9 | 9  | History Repeating           | Historia lubi się powtarzać | Marcos Siega     | Bryan M. Holdman, Brian Young                  | 12 listopada 2009    | 28 grudnia 2009 (nFilm) 15 lutego 2011 (TVN)                        |
| Nowy nauczyciel historii Alaric Saltzman, pojawia się w zastępstwie pana Tannera. Jeremy zauważa jego pierścień, który jest podobny do tych, jakie noszą Stefan i Damon. Chłopak przedstawia swojego nauczyciela Jennie, która wyraźnie jest zainteresowana nowym znajomym. Alaric prosi ją, by zaprosiła go do domu, ale ona odmawia wiedząc, że Jeremy jest w swoim pokoju. W śnie Bonnie pojawia się Emily. Dziewczyna decyduje się na seans spirytystyczny by wywołać ducha praprababki, ostatecznie duch Emily wstępuje w Bonnie i wychodzi z domu. Tymczasem Damon wyznaje powód, dla którego powrócił do Mystic Falls – chce wskrzesić Katherine za pomocą bursztynowego kamienia, który Katherine dała Emily ostatniego dnia życia. Stefan próbuje powstrzymać Damona, wiedząc, że byłoby to bardzo niebezpieczne dla mieszkańców miasteczka. Wszystkie wampiry uwięzione w podziemiach starego kościoła, zostałyby uwolnione. Mogłoby dojść wtedy do krwawej zemsty na mieszkańcach Mystic Falls. W drodze do ruin starego kościoła, Damon przypomina Emily o umowie zawartej półtora wieku temu: Damon będzie ją chronić, a ona zatroszczy się o Katherine. Damon idzie po kryształ, a wiedźma używając swojej mocy uderza wampirem o drzewo po czym odprawia rytuał niszczący kryształ. Krzyżuje to cały plan Damona. Duch czarownicy wypuszcza Bonnie ze swojego posiadania. Zdenerwowany Damon atakuje Bonnie, ale Stefan ratuje ją przed bratem. Dziewczyna jest przerażona całym zajściem, Elena ujawnia jej całą prawdę. Stefan mówi Elenie, że wyjeżdża z miasta na zawsze. Mimo błagań Eleny nie odstępuje od swojego zamiaru i odchodzi. Matt spotyka się z Caroline, kiedy ona go potrzebuje. Logan już jako wampir pojawia się w domu Eleny i próbuje dostać się do środka. |    |                             |                             |                  |                                                |                      |                                                                     |
| 10 | 10 | The Turning Point           | Punkt zwrotny               | J. Miller Tobin  | Kevin Williamson, Julie Plec, Barbie Kligman   | 19 listopada 2009    | 4 stycznia 2010 (nFilm) 22 lutego 2011 (TVN)                        |
| Jeremy postanawia powrócić do swojego dawnego hobby – rysowania stworzeń rodem z literatury fantasy. Tymczasem Logan zabija kilkoro ludzi z miasta. Matt i Caroline spotykają się. Matt mówi Tylerowi, że bardzo lubi swoją nową dziewczynę. Damon dowiaduje się od pani szeryf o nowych atakach, po czym odkrywa, że Logan nie wie kto go przemienił. Alaric pomaga w małym sporze pomiędzy Jeremym, Tylerem i burmistrzem Lockwoodem. Logan porywa Caroline, po tym jak ta pokłóciła się z matką. Stefan i Damon w ostatniej chwili ją ratują. Logan mówi Damonowi, że wie jak wskrzesić Katherine. Elena wyjawia Stefanowi, że go kocha, a on decyduje się pozostać w mieście. Para spędza razem noc. Kiedy Stefan idzie do kuchni, Elena znajduje zdjęcie Katherine uświadamiając sobie, że jest kopią dziewczyny. Wstrząśnięta wychodzi z domu Salvatore’ów, zostawiając po sobie naszyjnik z werbeną obok zdjęcia Katherine. Alaric stawia czoło Loganowi i mówi by zostawił Jennę w spokoju. Logan próbuje go zaatakować, ale przebity kołkiem umiera. Elena ma wypadek samochodowy, gdy próbuje uniknąć zderzenia z mężczyzną stojącym pośrodku drogi. Szybko zdaje sobie sprawę z tego, że potrącony prawdopodobnie jest wampirem. Dziewczyna podczas próby wydostania się z wraku, zauważa, że nieznajomy mężczyzna podchodzi do niej... |    |                             |                             |                  |                                                |                      |                                                                     |
| 11 | 11 | Bloodlines                  | Więzy krwi                  | David Barrett    | Kevin Williamson, Julie Plec, Sean Reycraft    | 21 stycznia 2010     | 22 marca 2010 (nFilm) 28 lutego 2011 (TVN7) 20 czerwca 2011 (TVN)   |
| Nadejście Damona sprawia, że tajemniczy nieznajomy ucieka. Salvatore pomaga Elenie uwolnić się z przewróconego samochodu. Wampir zabiera Elenę do Georgii by zobaczyć się z Bree, wiedźmą i dawną miłością Damona. Ma on nadzieję, że kobieta pomoże mu otworzyć grobowiec, w którym jest Katherine. Bree dzwoni do Lee (chłopaka Lexi), który chce pomścić śmierć ukochanej. Elena ratuje Damona przed śmiercią z ręki Lee. Zdradzony Damon zabija barmankę, która wcześniej mówi mu żeby odnalazł księgę zaklęć Emily. Elena i Damon wracają do Mystic Falls. Stefan pojawia się u babci Bonnie z chęcią służenia pomocą jej wnuczce. Jeremy poznaje Annę, młodą dziewczynę, która zna prawdziwą przeszłość Mystic Falls. Kiedy Elena i Damon są już w mieście, Stefan ujawnia Elenie, że to on ją uratował, kiedy doszło do wypadku jej rodziców. Mówi też, że jej rodzice ją adoptowali, ale nie wie nic więcej o jej pochodzeniu. Zapewnia dziewczynę o swojej miłości do niej, a ona wybacza mu zatajenie prawdy. Alaric siedząc w barze Mystic Grill rozpoznaje w Damonie wampira, który zabił jego żonę. |    |                             |                             |                  |                                                |                      |                                                                     |
| 12 | 12 | Unpleasantville             | Nowy wróg                   | Liz Friedlander  | Barbie Kligman, Brian Young                    | 28 stycznia 2010     | 29 marca 2010 (nFilm) 7 marca 2011 (TVN7) 27 czerwca 2011 (TVN)     |
| Stefan i Damon próbują odkryć kim jest nowy wampir w mieście. Stefan daje Elenie więcej werbeny by ta mogła ochronić swoją rodzinę i przyjaciół przed wampirami. Matt potrzebuje pieniędzy i zatrudnia się w Mystic Grill, gdzie pracuje również Ben – była gwiazda futbolu. Ben podchodzi do Bonnie, kiedy zauważa, że Damon naprzykrza się jej. Bracia Salvatore towarzyszą Elenie w szkolnej potańcówce stylizowanej na lata pięćdziesiąte. Alaric przedstawia się Damonowi. Wampir, który prześladował Elenę ginie z rąk Damona i Stefana. Chwilę przed śmiercią mówi, że w dzienniku Gilberta zapisane są wskazówki, jak dostać się do grobowca. Alaric odprowadza Jennę do domu po zabawie. Zapytany o imię zmarłej żony, odpowiada, że nazywała się Isobel. Jenna zdaje sobie sprawę z tego, że to samo imię nosiła biologiczna matka Eleny. Anna stara się przebywać w pobliżu Jeremy’ego, ponieważ chce dostać dziennik, w którym Gilbert zapisywał wszystko co wiedział o wampirach. Okazuje się, że Anna i Ben są wampirami. |    |                             |                             |                  |                                                |                      |                                                                     |
| 13 | 13 | Children of the Damned      | Dzieci przeklętych          | Marcos Siega     | Kevin Williamson, Julie Plec                   | 4 lutego 2010        | 5 kwietnia 2010 (nFilm) 14 marca 2011 (TVN7) 4 lipca 2011 (TVN)     |
| Retrospekcja. Rok 1864. Katherine zatrzymuje wóz i atakuje ludzi, którzy w nim są. Damon jest zszokowany zachowaniem kochanki, z oporem całuje jej usta umazane krwią. Czasy współczesne. Damon wchodzi do pokoju Stefana, gdzie jest także Elena. Przypomina im o tym, że mogą mu zaufać. W retrospekcjach Stefan i Damon przypominają sobie dawne ataki na ludzi, wliczając w to ich ojca, Giuseppe Salvatore. Wspomnienia prowadzą do tego, co poróżniło całą rodzinę Salvatore. Czasy obecne. Bonnie umawia się z Benem, po jakimś czasie odkrywa, że chłopak jest wampirem. Ben porywa Bonnie. Elena pomaga Stefanowi odnaleźć dziennik jej ojca. Para nie chce, by zapiski znalazły się w rękach Damona. Stefan zastanawia się, dlaczego Alaric również jest zainteresowany dziennikiem oraz historią miasteczka. Anna kradnie pamiętnik Gilberta, lecz nie wie, że nauczyciel zrobił wcześniej jego kopię. Stefan i Elena idą na grób Giuseppe'a Salvatore by odnaleźć księgę Emily. Jeremy odkrywa, że Anna jest córką Pearl, jednej z wampirów, które zamknięte są w grobowcu pod ruinami starego kościoła. Damon zabiera od niej dziennik i również wybiera się na cmentarz, gdzie pochowano jego ojca. Odnajduje tam Elenę oraz Stefana, podczas gdy Stefan odkopuje grób i zabiera księgę, Damon chwyta Elenę chcąc wymienić ją za księgę. Stefan odprowadza Elenę do jej domu, w którym zauważa i rozpoznaje Annę, córkę Pearl. Gdy Stefan wraca do pokoju Eleny odkrywa, że dziewczyny nie ma. |    |                             |                             |                  |                                                |                      |                                                                     |
| 14 | 14 | Fool Me Once                | Nie próbuj mnie oszukać     | Marcos Siega     | Brett Conrad                                   | 11 lutego 2010       | 12 kwietnia 2010 (nFilm) 21 marca 2011 (TVN7) 11 lipca 2011 (TVN)   |
| Elena budzi się w całkiem obcym miejscu i odnajduje Bonnie. Obie dziewczyny zostały porwane przez Annę i Bena. Stefan próbuje odnaleźć Elenę i prosi o pomoc Damona, ale on odmawia. Z pomocą babci Bonnie, Stefan w końcu ratuje dziewczyny. Nakazuje Benowi, aby ten opuścił miasto, bo inaczej go zabije. Tymczasem Jeremy pyta Annę, czy pójdzie z nim na imprezę, która ma odbyć się w lesie. Dziewczyna ma swoje powody by się tam pojawić, więc zgadza się. Z pomocą Bonnie i jej babci, grobowiec zostaje otwarty, a Damon zdaje sobie sprawę z tego, że wewnątrz nie ma Katherine. Anna wchodzi do grobowca by odnaleźć swoją matkę. Pomaga jej uciec dając jej wcześniej krew. Stefan ostrzega Damona, że grobowiec może być otwarty tylko przez chwilę, bo po zamknięciu wampiry nie będą miały szansy z niego wyjść. Elena próbuje braciom, zanim grobowiec zamknie się na zawsze. Pociesza Damona, który nie odnalazł Katherine. Następuje konfrontacja rozwścieczonego Damona z Annie i Pearl. Salvatore dowiaduje się, że Katherine udało się uciec z kościoła – nigdy nie było jej w grobowcu. Anna przyznaje, że widziała wampirzycę w Chicago w roku 1983, ale ona nigdy nie pytała o Damona. Umiera babcia Bonnie. Pozostałe uwięzione wampiry uciekają z grobowca. |    |                             |                             |                  |                                                |                      |                                                                     |
| 15 | 15 | A Few Good Men              | Kilku fajnych facetów       | Joshua Butler    | Brian Young                                    | 25 marca 2010        | 19 kwietnia 2010 (nFilm) 28 marca 2011 (TVN7) 18 lipca 2011 (TVN)   |
| Harper, wampir, który uciekł z grobowca, zabija w lesie nieznajomego mężczyznę i kradnie jego ubrania. Matka Matta powraca po długiej nieobecności do domu i zastaje tam syna i jego dziewczynę w intymnej sytuacji. Stefan i Elena zaniepokojeni są zachowaniem Damona. Tymczasem on próbuje dowiedzieć się od szeryf czegoś więcej na temat Alarica. Historyk odkrywa, że jego żona Isobel jest biologiczną matką Eleny i została przemieniona w wampira przez Damona. Stawia czoła starszemu z braci Salvatore’ów. Wywiązuje się walka, w wyniku której Saltzman ginie. Po jakimś czasie Alaric upewnia się w przekonaniu, że do życia powrócił go tajemniczy pierścień, który dostał od żony. Zdeterminowana Elena chce dowiedzieć się wszystkiego na temat swojej rodzonej matki, ale zostaje ostrzeżona: ma się trzymać z dala. Harper odnajduje Annę i Pearl. |    |                             |                             |                  |                                                |                      |                                                                     |
| 16 | 16 | There Goes the Neighborhood | Niebezpieczne sąsiedztwo    | Kevin Bray       | Bryan Oh, Andrew Chambliss                     | 1 kwietnia 2010      | 26 kwietnia 2010 (nFilm) 4 kwietnia 2011 (TVN7) 25 lipca 2011 (TVN) |
| Anna wraz ze swoją matką spotykają Damona. Pearl chce przejąć kontrolę nad miastem. Wszystkie wampiry z grobowca uwolniły się i większość z nich zatrzymała się na starej farmie na obrzeżach miasta. Pearl oferuje swoją pomoc Damonowi w odnalezieniu Katherine, jeśli on pomoże jej. Anna niespodziewanie pojawia się w domu Jeremy’ego. Chłopak, chcąc sprawdzić swoją teorię na temat wampirów, kaleczy się nożem, by zmusić Annę do wypicia jego krwi, ale przerywa im Jenna. Elena, Stefan, Caroline i Matt idą na podwójną randkę do Mystic Grill, gdzie jest również Frederick, nowy wampir z grobowca, który myli Elenę z Katherine. Kelly (matka Matta), Jenna i Damon są w tym samym barze, ale Jenna zostawia ich kiedy widzi, że pomiędzy jej towarzyszami zaiskrzyło. Frederick i jego dziewczyna Bethanne wkradają się do domu braci i atakują ich. Stefan wbija kołek Bethanne, ale Frederickowi udaje się uciec. Wraca na farmę, gdzie Pearl karze go za wyjście i nieposłuszeństwo. Anna zakrada się do pokoju Jeremy’ego i obwinia go za to, że się skaleczył by odkryć jej sekret, ale Jeremy mówi jej, że zrobił to tylko dlatego, że chciał by dziewczyna przemieniła go w wampira. |    |                             |                             |                  |                                                |                      |                                                                     |
| 17 | 17 | Let the Right One In        | Pozwól mi wejść             | Dennis Smith     | Julie Plec, Brian Young                        | 8 kwietnia 2010      | 3 maja 2010 (nFilm) 11 kwietnia 2011 (TVN7) 1 sierpnia 2011 (TVN)   |
| Wielka burza, która pojawia się nad Mystic Falls powoduje pogorszenie się warunków na drogach. Jeremy wciąż stara się przekonać Annę do tego, by go przemieniła, ale ona odmawia. Stefan zostaje porwany przez Fredericka oraz jego przyjaciół. Frederick torturuje Stefana. Damon próbuje pomóc bratu, ale wie, że nie wejdzie do domu bez zaproszenia. Postanawia zwrócić się z prośbą o pomoc do nauczyciela historii – Saltzmana. Ten opiera się, lecz w końcu decyduje się pomóc Salvatore'om. Damon nie pozwala Elenie wejść do domu pełnego wampirów i każe jej czekać w aucie. Pearl spotyka burmistrza Lockwooda w Mystic Grill. Matt jest zdenerwowany zachowaniem swojej matki, ale nie chce by znów zostawiła go samego. Alaric wchodzi do domu wampirów pod pretekstem skorzystania z telefonu. Damon wchodzi do środka i zabija wampiry. Podczas gdy Caroline jedzie autem, jej samochód grzęźnie w błocie. Dziewczyna wychodzi z samochodu, szuka zasięgu – chce zadzwonić do Matta. Błądząc po lesie zsuwa się ze zbocza wąwozu i odkrywa ciało Vicki Donovan w błocie. Matt i Kelly są wstrząśnięci wieściami o „zaginionej”. Damon i Elena ratują Stefana. Elena pozwala Stefanowi pożywić się swoją krwią by go wzmocnić. Stefan prawie traci nad sobą kontrolę. Anna zgadza się przemienić Jeremy’ego, ale chce znać prawdziwy powód. Widząc reakcję przyjaciela na wieść o śmierci Vicki, Anna domyśla się jego prawdziwego motywu. Damon odkrywa, że Stefan znowu pije ludzką krew. |    |                             |                             |                  |                                                |                      |                                                                     |
| 18 | 18 | Under Control               | Pod kontrolą                | David Von Ancken | Barbie Kligman, Andrew Chambliss               | 15 kwietnia 2010     | 10 maja 2010 (nFilm) 18 kwietnia 2011 (TVN7) 8 sierpnia 2011 (TVN)  |
| Wujek Eleny i Jeremy’ego – John Gilbert niespodziewanie pojawia się w miasteczku. Stefan próbuje utrzymać samokontrolę, ale jest to trudniejsze niż mu się wydaje. Damon próbuje dowiedzieć się dlaczego John Gibert powrócił. Tymczasem Matt i Tyler popadają w konflikt po incydencie, który miał miejsce na imprezie – Matt widział jak jego matka całuje się z Tylerem. Dochodzi do bójki przy gościach pomiędzy Mattem i Tylerem. Ojciec Tylera uderza syna, a Matt każe swojej matce wyprowadzić się z jego domu. Elena nie może pocieszyć brata po tym, jak ten przeczytał jej pamiętnik. |    |                             |                             |                  |                                                |                      |                                                                     |
| 19 | 19 | Miss Mystic Falls           | Miss Mystic Falls           | Marcos Siega     | Bryan Oh, Caroline Dries                       | 22 kwietnia 2010     | 17 maja 2010 (nFilm) 25 kwietnia 2011 (TVN7) 15 sierpnia 2011 (TVN) |
| Bal Debiutantek. Elena i Caroline kwalifikują się do konkursu „Miss Mystic Falls”. Elena jest szczęśliwa z powrotu Bonnie do miasta, ale zauważa zmianę w zachowaniu przyjaciółki. Bonnie czuje urazę do Eleny, nie chce by jej przyjaciółka spotykała się z braćmi Salvatore. Na konkursie Damon mówi Elenie, że Stefan pije ludzką krew. Stefan rozzłoszczony wtrącaniem się Eleny w jego sprawy rozbija lustro. Anna pojawia się na zabawie, a Jeremy przeprasza ją za to, że chciał ją wykorzystać. Mówi jej także, że chce się z nią przyjaźnić. Dziewczyna wypytuje chłopaka, ile wie na temat wampirów i zdaje sobie sprawę, że Jeremy wie wszystko. Mówi chłopakowi, że nigdy go nie skrzywdzi. Gdy Elena ma zejść ze schodów w białej sukni orientuje się, że nie ma Stefana. Damon postanawia w ostatniej chwili towarzyszyć Elenie. Później wraz z pomocą Bonnie, odnajdują Stefana, który stracił nad sobą kontrolę. |    |                             |                             |                  |                                                |                      |                                                                     |
| 20 | 20 | Blood Brothers              | Bracia krwi                 | Liz Friedlander  | Kevin Williamson, Julie Plec                   | 29 kwietnia 2010     | 24 maja 2010 (nFilm) 2 maja 2011 (TVN7) 22 sierpnia 2011 (TVN)      |
| Stefan stara się pogodzić ze swoją przeszłością, a Damon opowiada Elenie ich przemiany w wampiry. Między Pearl i Johnem Gilbertem dochodzi do konfrontacji. Damon i Alaric starają się odkryć do czego służy tajemniczy przedmiot, zanim John to odkryje. Związek Anny i Jeremy’ego rozwija się, Anna zapisuje się do szkoły, by być bliżej swojego chłopaka. John zabija Pearl, jej córka jest zrozpaczona, nie chce odejść od ciała matki. Stefan mówi Elenie, ze pragnie umrzeć. Elena uspokaja go i chce, aby znów pił tylko jej krew lub krew zwierząt. Oboje wracają do domu. |    |                             |                             |                  |                                                |                      |                                                                     |
| 21 | 21 | Isobel                      | Isobel                      | J. Miller Tobin  | Caroline Dries, Brian Young                    | 6 maja 2010          | 31 maja 2010 (nFilm) 9 maja 2011 (TVN7) 29 sierpnia 2011 (TVN)      |
| Isobel wraca do miasteczka. Jej były mąż wstrząśnięty jest jej cynicznym i okrutnym zachowaniem. Kobieta chce by Alaric zainicjował spotkanie z jej biologiczną córką. Kiedy Elena i Isobel w końcu spotykają się, Isobel odmawia odpowiadania na większość pytań. Isobel również szuka tajemniczego przedmiotu. Grozi Elenie, że zabije wszystkich jej znajomych, jeśli odmówi jej oddania urządzenia, ale Elena nie daje się zastraszyć. Wychodzi na jaw, że Isobel współpracuje z Johnem dla Katherine. Isobel chce przekonać Damona, że jeśli odda jej urządzenie, ona ujawni gdzie jest Katherine. Damon jednak nie może wybaczyć jej tego, że kobieta groziła Elenie i jego bliskim, nie chce mieć też nic wspólnego z Katherine. Isobel porywa Jeremy’ego i zmusza Elenę by ta oddała jej zegarek. Bonnie zdejmuje zaklęcie z urządzenia, które mogłoby zabić wampiry, a później oświadcza, że jedynie udawała, że odczarowuje zegarek. Elena daje urządzenie Isobel, która stwierdza że wiedziała, że Damon podda się i odda Elenie urządzenie. Twierdzi, że Damon kocha dziewczynę brata. Elena odkrywa, że John jest jej biologicznym ojcem – spotykał się z Isobel już w szkole średniej. John planuje użyć urządzenia i zabić wszystkie wampiry w Mystic Falls, a szczególnie Stefana i Damona. Przed wyjazdem z miasteczka Isobel zdaje sobie sprawę, że chce opiekować się swoją córką. Boi się, że prędzej czy później bracia Salvatore przemienią ją w wampira. Anna mówi Jeremy'emu o tym, że jej matka nie żyje. Dziewczyna chce opuścić miasto, choć nie ma gdzie wyjechać. Jeremy ją pociesza. |    |                             |                             |                  |                                                |                      |                                                                     |
| 22 | 22 | Founder's Day               | Dzień Założycieli           | Marcos Siega     | Bryan Oh, Andrew Chambliss                     | 13 maja 2010         | 7 czerwca 2010 (nFilm) 16 maja 2011 (TVN7) 5 września 2011 (TVN)    |
| Wszyscy w miasteczku przygotowują się na fajerwerki. Jeremy unika Eleny, ma jej za złe zatajenie prawdy. Anna daje mu flakonik ze swoją krwią i oferuje możliwość przemiany w wampira. Damon i Alaric, mimo początkowej niechęci do siebie próbują powstrzymać Johna Gilberta przed użyciem zabójczego urządzenia. Plan Johna zakłada śmierć wielu wampirów w Dniu Założyciela. Caroline uczestniczy w wypadku samochodowym, do którego doszło z winy Tylera, który stracił panowanie nad autem. Kiedy urządzenie zostaje aktywowane wydobywa się z niego mocny sygnał powalający na ziemię każdego wampira oraz niespodziewanie również Tylera i jego ojca. Obaj mężczyźni są wilkołakami. John zabija Annę oraz wiele innych wampirów z grobowca i podpala piwnicę, w której jest powalony przez urządzenie Damon, w starym budynku. Ojciec Tylera również tam jest. Stefan uświadamia sobie, że wciąż kocha swojego brata pomimo tego, co Damon zrobił i postanawia go uratować, z pomocą Bonnie. Elena konfrontuje się z wujem. Bonnie ostrzega Stefana, że jeśli Damon znów zabije niewinną osobę ona nie zawaha się zabić obu braci. Damon w końcu zauważa w sobie cząstkę dobra i sądzi, że może stać się lepszym człowiekiem-wampirem. Jeremy dowiadując się o śmierci Anny, wypija jej krew oraz połyka pigułki przeciwbólowe. Ma nadzieję, że kiedy stanie się wampirem, nie będzie czuł bólu. Damon całuje Elenę, myśląc, że to naprawdę ona. Prawdziwa Elena zauważa martwego Johna na podłodze w kuchni i rozpoznaje Katherine Pierce... |    |                             |                             |                  |                                                |                      |                                                                     |